# 2019년 군마현지사 선거
2019년 군마현지사 선거(일본어: 2019年群馬県知事選挙)는 2019년 7월 21일 일본 군마현에서 열린 현지사 선거이다. 7월 4일 공시되어 7월 21일 투표가 열렸다. 선거 홍보대사로는 조이 (본명 조셉 그린우드)가 참여하였다.
선거 후보에는 일본공산당의 지원을 받은 군마교직원조합 집행위원장인 무소속 이시다 기요토(石田清人) 후보와 자유민주당 및 공명당의 지원을 받은 전 참의원 의원이자 전 국무대신인 무소속 야마모토 이치타가 출마하였다.

## 선거 결과
선거 결과 야마모토 이치타가 압도적 우세로 당선되었다.
|  | 75.62% |

|  | 24.38% |

## 같이 보기
- 제25회 일본 참의원 의원 통상선거